# John Rymill

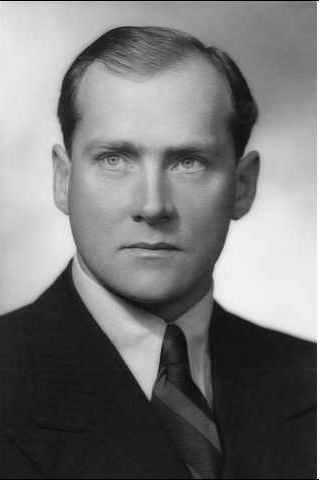
Rymill (1939)

John Riddoch Rymill (* 13. März 1905 in Penola, Bundesstaat South Australia; † 7. September 1968 ebenda) war ein australischer Polarforscher.

## Leben

### Kindheit und Jugend
Rymill wurde 1905 als Sohn des Farmers Robert Rymill und seiner Frau Mary Edith in Penola im Südosten von South Australia geboren. Im Jahr darauf kam sein Vater bei einem Autounfall ums Leben. Der unter Legasthenie leidende Rymill erhielt zunächst Heimunterricht und ging später auf eine Schule in Adelaide. Von 1917 bis 1922 besuchte er eine Schule der Church of England in Melbourne.
1927 brach er in Begleitung seiner Mutter nach England auf, wo er zunächst bei der Royal Geographical Society Landvermessung und Navigation studierte, später am Scott Polar Research Institute der University of Cambridge seine Kenntnisse vertiefte und zudem nebenher den Flugschein machte.

### Erste Expeditionen
1930–31 nahm er an der British Arctic Air Route Expedition nach Grönland unter der Leitung von Gino Watkins (1907–1932) teil. Hierbei war es Rymill zu verdanken, dass ein Mitglied der Expedition, Augustine Courtauld (1904–1959), wiedergefunden und gerettet werden konnte. 1931 legte er mit Wilfred Hampton (1907–1994) von Tasiilaq bis Sisimiut etwa 640 km auf dem Grönländischen Inlandeis zurück.
1932 unternahm er mit Watkins und zwei weiteren Entdeckern eine weitere Expedition an die Ostküste Grönländs. Nachdem Watkins im August beim Fischen im Tugtilikfjord ertrunken war, übernahm Rymill die Leitung der Expedition.

### Expedition zum Grahamland

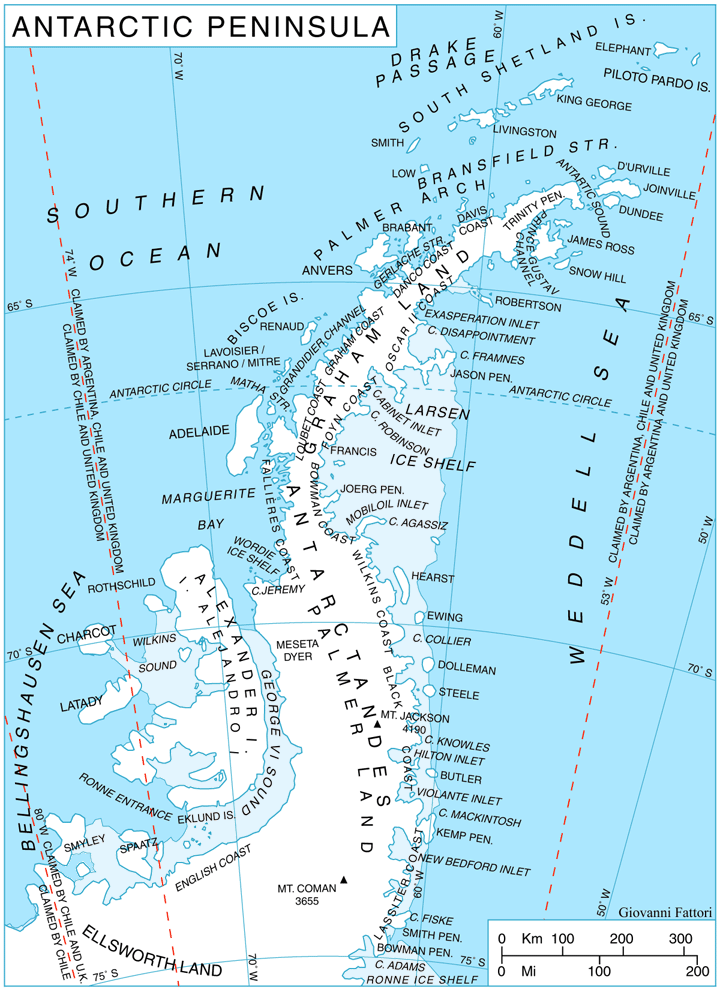
Karte der antarktischen Halbinsel

Rymill organisierte nun eigenständig eine Expedition in die Antarktis. Trotz größter Schwierigkeiten bei der Suche nach Geldgebern während der Wirtschaftskrise der 1930er Jahre, gelang es ihm, eine Expedition zur Westküste des antarktischen Kontinents zusammenzustellen. Am 10. September 1934 stach er an Bord der Penola von London aus in Richtung Port Lockroy in See. Am 22. Januar 1935 erreichte die Expedition Port Lockroy und traf sich mit dem britischen Forschungsschiff Discovery II, das neben weiteren Ausrüstungsgegenständen auch eine einmotorige De Havilland DH.83 Fox Moth transportierte. In der Folgezeit errichtete die Gruppe zwei Basen, erkundete die Antarktis mit Hundeschlitten und dem Flugzeug und wies dabei nach, dass es sich entgegen der Vermutung von Hubert Wilkins bei Grahamland nicht um eine Insel, sondern um einen Teil der antarktischen Halbinsel handelt. Darüber hinaus entdeckten sie den George-VI-Sund, der die Alexander-I.-Insel vom Festland trennt. Die Expedition blieb bis März 1937 in der Antarktis und erreichte England schließlich am 4. August.

### Weitere Jahre
Nach der Expedition wurde Rymill vielfach ausgezeichnet. Neben der britischen Polarmedaille (Polar Medal), sowohl für seine Erkundung der Arktis als auch der Antarktis, erhielt er die Founder’s Medal der Royal Geographical Society und die David Livingstone Centenary Medal der American Geographical Society (AGS). Die AGS lobte insbesondere die umfangreichen, exakten Studien, die während der Expedition erstellt wurden.
Am 16. September 1938 heiratete Rymill in England die Geographin Eleanor Mary Francis (1911–2003), die er aus seiner Zeit an der University of Cambridge kannte. Beide zogen anschließend nach Penola und widmeten sich der Landwirtschaft. Während des Zweiten Weltkrieges diente Rymill in der Reserve der Royal Australian Navy. Rymill verbesserte später insbesondere die Bewässerung seines Grundstücks und war Mitglied mehrerer Gesellschaften zu Landwirtschaft und Gartenbau. 1968 starb er im Alter von 63 Jahren, wie sein Vater, an den Folgen eines Autounfalls. Er wurde auf dem Friedhof von Penola begraben.
Nach ihm wurde eine Bucht, eine Küste und ein Kap im Britischen Antarktis-Territorium benannt, darüber hinaus ein Gipfel der Prince Charles Mountains im Australischen Antarktis-Territorium.